# Amelia Stewart, Marchioness of Londonderry

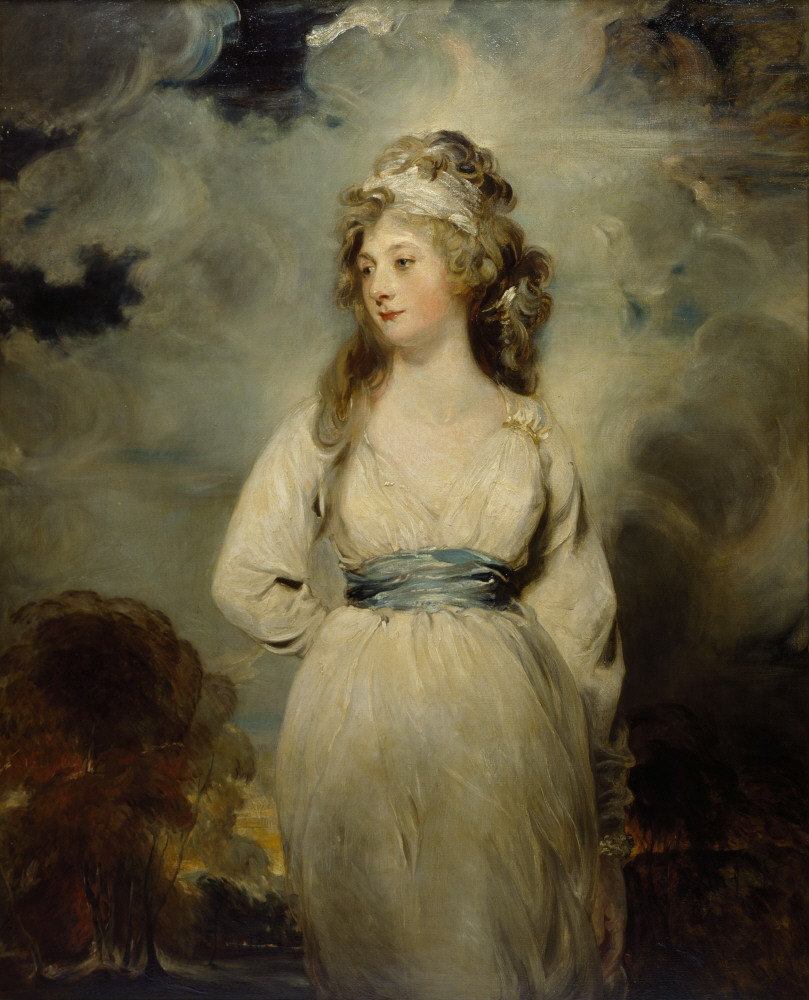
Amelia Anne Stewart, Marchioness of Londonderry; Gemälde von Thomas Lawrence

Amelia Anne Stewart, Marchioness of Londonderry (geborene Lady Amelia Anne Hobart, * 20. Februar 1772; † 12. Februar 1829), zwischen 1794 und 1821 bekannt als Emily Stewart, Lady Castlereagh, war die Ehefrau des irischen Politikers Robert Stewart, 2. Marquess of Londonderry. Von adliger Geburt und als Frau eines prominenten Politikers war sie ein einflussreiches Mitglied der Londoner High Society der Regency-Epoche.

## Familie
Emily Hobart war die Tochter von John Hobart, 2. Earl of Buckinghamshire und dessen zweiter Ehefrau, Caroline Conolly. Der Earl of Buckinghamshire war ein englischer Höfling und Politiker, der von 1762 bis 1765 britischer Botschafter in Russland und von 1776 bis 1880 Lord Lieutenant of Ireland war.
Ihr Großvater mütterlicherseits, William Conolly, war der Erbe seines gleichnamigen Onkels, Speaker des Irish House of Commons zu Beginn des 18. Jahrhunderts und äußerst wohlhabender irischer Landbesitzer. Ihr Onkel Thomas Conolly war ein bekannter irischer Sportsmann und verheiratet mit Louisa Lennox, der Tochter von Charles Lennox, 2. Duke of Richmond und eine der vier für ihre Schönheit gerühmten Lennox-Schwestern.

## Ihre Ehe mit Stewart

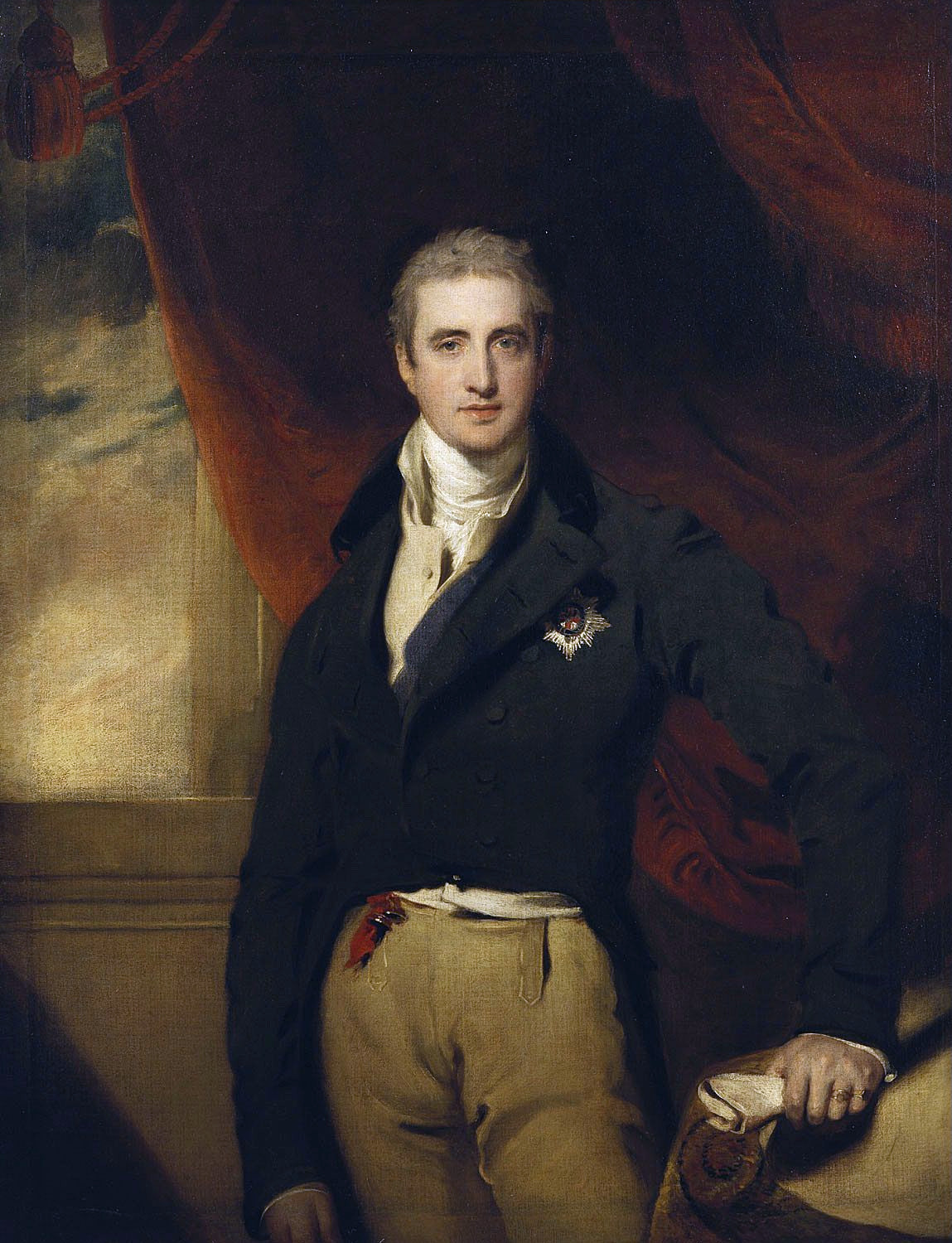
Robert Stewart, 2. Marquess of Londonderry (1817)

1794 heiratete Emily Hobart Robert Stewart, den Sohn des irischen Politiker und Landbesitzers  Robert Stewart, 1. Marquess of Londonderry. Ihr Ehemann nutzte von 1796 bis 1821 den Höflichkeitstitel Viscount Castlereagh, bis er den Titel nach dem Tode seines Vaters erbte. Die Eheleute waren sich sehr zugetan, hatten aber keine Kinder. Sie kümmerten sich aber um ihren Neffen Frederick Stewart, der ein Sohn von Castlereaghs Halbbruder Charles war und in der Armee diente. Emily Stewarts große Zuneigung zu ihrem Ehemann, verbunden mit ihrer Vorliebe für Reisen ins Ausland, machte sie zur idealen Diplomatengattin. Sie war immer bereit, ihren Mann auch auf den beschwerlichsten Reisen zu begleiten.
Ab 1820 war Robert Stewart zunehmend Angriffen von politischen Gegnern ausgesetzt. Aus Angst vor körperlichen Angriffen trug er schließlich ständig eine Pistole bei sich, zudem wurden rufschädigende Gerüchte über ihn in die Welt gesetzt. Es häuften sich bei ihm Anzeichen von Verfolgungswahn. Am 12. August 1822 beging Stewart Suizid, in dem er sich mit einem Brieföffner die Kehle durchschnitt. Seine Frau hatte versucht, seinen geistigen Zustand nach außen zu verschleiern; dafür wurden ihr nach seinem Tod von vielen seiner Freunde und politischen Kollegen Vorwürfe gemacht.
Nach dem Tode ihres Mannes zog sich Emily Stewart für zwei Jahre aus der Öffentlichkeit zurück. Anschließend nahm sie ihr früheres gesellschaftliches Leben bis zu ihrem Tode wieder auf, was wiederum einige Freunde ihres Mannes als „gefühllos“ kritisierten.

## Gesellschaftliches Leben
Während der Regentschaft von Georg IV. war Lady Castlereagh, gemeinsam mit Lady Jersey, Dorothea von Lieven, Lady Cowper und anderen Damen eine Patronesse des Gesellschaftsklubs Almack’s, einen der ersten und höchst exklusiven Klubs für beide Geschlechter in London. In dieser Rolle hatte sie größten Einfluss in der britischen High Society, da die Patronessen mit der Entscheidung darüber, wer eine Eintrittskarte für den Klub erhielt, auch darüber entschieden, wer bon ton (dt.= guter Ton) war. Es wird überliefert, dass Lady Castlereagh die Quadrille in London einführte. Die Türen des Almack’s wurde Punkt 23 Uhr geschlossen, und laut einer weit verbreiteten Anekdote soll Lady Castlereagh persönlich einmal dem Duke of Wellington die Zutritt zum Klub verwehrt haben, da er wenige Minuten zu spät war.
In ihrem Landhaus Loring Hall bei North Cray hielt sich Lady Castlereagh einen privaten Zoo, mit Antilopen, Kängurus und einem bekanntermaßen übellaunigen Tiger, eine beliebte Sehenswürdigkeit bei ihren Gesellschaften.